# Renato Gaúcho
Renato Portaluppi (Guaporé, 9 tháng 9 năm 1962), còn được gọi là Renato Gaúcho, là huấn luyện viên và cựu cầu thủ bóng đá người Brasil chơi ở vị trí tiền đạo cánh phải. Ông là huấn luyện viên hiện tại của Grêmio, là thần tượng vĩ đại nhất trong lịch sử của câu lạc bộ. Ông từng vô địch Copa Libertadores và Cúp liên lục địa với tư cách cầu thủ. Với tư cách huấn luyện viên của Grêmio, ông đoạt Cúp Brasil 2016 và Copa Libertadores vào năm 2017. Renato đã giành chức vô địch lục địa năm 2017 và trở thành người Brasil đầu tiên giành Copa Libertadores cả ở cương vị cầu thủ và huấn luyện viên.